# IC 405
IC 405 је емисиона маглина у сазвјежђу Кочијаш која се налази на листи објеката дубоког неба у Индекс каталогу.
Деклинација објекта је + 34° 21' 22" а ректасцензија 5h 16m 29,4s. IC 405 је још познат и под ознакама LBN 795, CED 42, in Sh2-229 (Flaming Star nebula).